# Lluís Martínez
Lluís Martínez   (Granada, valor desconegut - Valls, 1608) va ser un pintor de retaules català.
Sofia Mata reporta que Lluís, fill del daurador Sebastià Martínez', va néixer a Granada. El 1576 es troba treballant en el daurat del retaule major la capella del Palau Reial Menor de Barcelona. Aquest any es casa a Santa Coloma de Queralt (1 de desembre), on possiblement realitza el fresc del palau-castell dels Queralt.
Vers 1594 va desplaçar la seva residència des de Santa Coloma de Queralt a Valls, on s'havia casat aquest any amb Elisabet Nadal. La seva producció, focalitzada sobretot al Camp de Tarragona, es documenta entre 1583 i 1606:
- Contracte per pintar el retaule dedicat a la Immaculada (Valls, 1584)
- Contracte per pintar un retaule dedicat a Sant Serapi (Valls, 1584)
- Contracte per a pintar un retaule de la confraria del Sant Crucifix (Valls, 1587)
- Contracte per pintar i daurar el retaule dedicat al Roser (Ulldemolins, 1593)
- Contracte per pintar retaule dedicat a santa Magdalena (Ulldemolins, 1593)
- Contracte per pintar el retaule dedicat al Roser (Selma, 1593)
- Contracte per pintar el retaule de sant Marc (Valls, 1593)
- Col·labora possiblement en pintar el retaule de Sant Jaume de Belianes (1593)
- Contracte per pintar un retaule sobre la infància de Jesús (Valls, 1595)
- Contracte per pintar les portes de l’orgue major de l'església de sant Joan (Valls, 1595)
- Contracte per pintar el tabernacle professional de la confraria de sant Miquel (Valls, 1595)
- Contracte per pintar un retaule dedicat al Roser (Puigtinyós, 1595)
- Contracte per pintar un retaule dedicat a sant Martí (Morell, 1595)
- Contracte per pintar un retaule dedicat a sant Martí (Valls, 1597)
- Contracte per pintar un retaule dedicat a sant Salvador (Picamoixons, 1597)
- Contracte per pintar un retaule dedicat a sant Jaume (Esblada, 1606)

Cap de les obres Martínez s'han conservat, i només es disposa del testimoni gràfic de les portes de l’orgue de Sant Joan de Valls. El cos de Lluís Martínez va ser enterrat el 4 de juliol de 1608 a l'església de Sant Joan Baptista de Valls.